# Karl Dykhuis
Karl Dykhuis (* 8. Juli 1972 in Sept-Îles, Québec) ist ein ehemaliger kanadischer Eishockeyspieler, der im Verlauf seiner aktiven Karriere zwischen 1988 und 2006 unter anderem 706 Spiele für die Chicago Blackhawks, Philadelphia Flyers, Tampa Bay Lightning und Canadiens de Montréal in der National Hockey League auf der Position des Verteidigers bestritten hat. Darüber hinaus war er für die Adler Mannheim in der Deutschen Eishockey Liga aktiv. Seinen größten Karriereerfolg feierte Dykhuis jedoch in Diensten der Amsterdam Bulldogs mit dem Gewinn der Niederländischen Meisterschaft im Jahr 2005.

## Karriere
Der 1,89 m große Verteidiger begann seine Karriere bei verschiedenen Teams in der kanadischen Juniorenliga Ligue de hockey junior majeur du Québec, bevor er beim NHL Entry Draft 1990 als 16. in der ersten Runde von den Blackhawks ausgewählt (gedraftet) wurde.
Seine ersten NHL-Einsätze für Chicago absolvierte der Linksschütze in der Saison 1991/92, zumeist wurde er allerdings bei den Indianapolis Ice einem IHL-Farmteam der Blackhawks, eingesetzt. Stammspieler wurde Dykhuis erst bei seinem Engagement bei den Philadelphia Flyers, zu denen er während der Spielzeit 1994/95 wechselte und für die er bis 1997 auf dem Eis stand. Danach spielte der Kanadier anderthalb Jahre lang für die Tampa Bay Lightning, kehrte dann jedoch wieder nach Philadelphia zurück. Zur Saison 1999/00 wurde der Defensivmann zu den Montreal Canadiens transferiert, für die er bis zum Lockout 2004/05, den er bei den Amsterdam Bulldogs in der niederländischen Eredivisie verbrachte, auf dem Eis stand.
Seine Karriere beendete Dykhuis bei den Adler Mannheim in der DEL-Saison 2005/06. Zur Spielzeit 2006/07 wurde der Kanadier von den Vienna Capitals aus der Österreichischen Eishockey-Liga verpflichtet, verletzte sich aber noch vor Saisonbeginn und beendete daraufhin im Alter von 34 Jahren seine aktive Karriere.

## Erfolge und Auszeichnungen
| - 1989 LHJMQ All-Rookie Team - 1989 Trophée Raymond Lagacé - 1990 Trophée Michael Bossy | - 1990 LHJMQ First All-Star Team - 2005 Niederländischer Meister mit den Amsterdam Bulldogs |

### International
- 1991 Goldmedaille bei der Junioren-Weltmeisterschaft

## Karrierestatistik

### International
Vertrat Kanada bei:
- Junioren-Weltmeisterschaft 1991
- Junioren-Weltmeisterschaft 1992

(Legende zur Spielerstatistik: Sp oder GP = absolvierte Spiele; T oder G = erzielte Tore; V oder A = erzielte Assists; Pkt oder Pts = erzielte Scorerpunkte; SM oder PIM = erhaltene Strafminuten; +/− = Plus/Minus-Bilanz; PP = erzielte Überzahltore; SH = erzielte Unterzahltore; GW = erzielte Siegtore; 1 Play-downs/Relegation; Kursiv: Statistik nicht vollständig)